# (73048) 2002 EA115
(73048) 2002 EA115 – planetoida z pasa głównego asteroid okrążająca Słońce w ciągu 3,44 lat w średniej odległości 2,28 j.a. Odkryta 10 marca 2002 roku.